# SIC 10 Horas
SIC 10 Horas foi um talk-show matinal português da SIC que foi apresentado por Júlia Pinheiro, e posteriormente por Fátima Lopes. Depois, da primeira passar para outros programas da SIC e depois para a concorrência, a RTP, e depois para a TVI, Fátima Lopes, foi a grande cara deste programa. De referir que durante alguns meses de 2003, o programa foi apresentado em dupla com Fátima Lopes a juntar-se ao ator Jorge Mourato. Em 2005, o SIC 10 Horas deu lugar a um novo programa de Fátima Lopes, Fátima.
Com início a 22 de Fevereiro de 1999, o então SIC 11 Horas manteve-se no ar perto de seis anos, tendo assistido a algumas interrupções pontuais e a uma mudança de nome – a 26 de Abril de 1999 surge com o nome SIC 10 Horas.
O programa terminou a 23 de Novembro de 2005.

## Formato
Este programa era constituído por música, histórias de vida, passatempos e muitas rubricas como a Tertúlia Cor de Rosa, a Crónica Policial, a rubrica de astrologia apresentada por Maya, entre outras rubricas. Durante algum tempo também existiu a rubrica Vou Ser Uma Estrela para descobrir novos talentos na área da música que até teve direito a um CD.
O programa também tinha passatempos mas o mais famoso e duradoiro passatempo deste programa foi a Árvore das Patacas, que no programa Fátima também aparecia. Para além disso, havia momentos de humor e um dos humoristas residentes deste programa foi Camacho Costa, conhecido por participar no programa da SIC Os Malucos do Riso, que faleceu a 1 de Março de 2003, vítima de cancro.

## Colaboradores e Tertulianos

### Tertulias de sociedade
- Maya
- Cláudio Ramos
- Daniel Nascimento

### Crónica Policial
- Hernâni Carvalho

### Humor
- Camacho Costa
- Óscar Branco
- Fernando Rocha
- Jorge Mourato

### Outros Colaboradores
- José Freixo e o boneco "Donaltim"

### Apresentadores Substitutos
- Henrique Mendes
- José Figueiras
- Ana Marques
- Maya
- Sílvia Alberto

## Audiências
Ao longo de mais de quatro anos, o programa obteve uma audiência média de 3.1% e um share de audiência de 39%. A sua melhor emissão deu-se no dia 21 de Dezembro de 2000, quando obteve uma audiência média de 6.4%. Mas no dia 12 de Agosto de 2002 obteve a sua melhor quota de mercado, ao registar 57.7% de share de audiência.
Na sua primeira emissão, o então SIC 11 Horas registou 2.9% de audiência média e 33.7% de share de audiência e na sua emissão especial 1000º programa, obteve 3.7% de audiência média e 41.4% de share de audiência, valores acima da referida média.
Com a entrada do programa Você na TV da TVI o SIC 10 Horas manteve a liderança. Nos primeiros meses do programa da TVI de 13 de Setembro de 2004 a 21 de Janeiro de 2005 o SIC 10 Horas liderou o horário com uma audiência média de 3.2% (301 200 espectadores) e 30.4% de share.

## O final
O último programa foi exibido no dia 23 de Novembro de 2005 e foi substituído por Fátima, um programa onde Fátima Lopes passou a protagonizar manhãs intimistas, centradas na sua "sensibilidade". A cara era conhecida, o local também era o do costume, mas com o toque da equipa de Francisco Penim, então novo director de programas da SIC.